# Gramado Xavier
Gramado Xavier is een gemeente in de Braziliaanse deelstaat Rio Grande do Sul. De gemeente telt 4.124 inwoners (schatting 2009).